# Csasztijei járás

A Csasztijei járás a Permi határterületen

A Csasztijei járás (oroszul Частинский район) Oroszország egyik járása a Permi határterületen. Székhelye Csasztije.

## Népesség
- 1989-ben 14 791 lakosa volt.
- 2002-ben 14 675 lakosa volt, melynek 96,4%-a orosz, 0,8%-a udmurt, 0,6%-a tatár, 0,5%-a komi-permják nemzetiségű.
- 2010-ben 12 817 lakosa volt, melyből 12 337 orosz, 86 komi, 81 udmurt, 62 tatár, 52 ukrán stb.